# Venanson
Venanson (in italiano Venanzone, ormai desueto) è un comune francese di 144 abitanti situato nel dipartimento delle Alpi Marittime della regione della Provenza-Alpi-Costa Azzurra.
I suoi abitanti sono chiamati Venansonnois in francese e Venanzonesi in italiano.

## Geografia fisica
Il villaggio è costruito su una barra rocciosa, nido d'aquila sorvegliante l'alta valle del fiume Vesubia, al di sopra di San Martino Lantosca (Saint-Martin-Vésubie).
Il piccolo paese è dominato dal picco della "Colmiane" (Colmiana), e dalla piazza all'entrata del villaggio, si ha con il bel tempo un'ampia veduta sulle sommità del massiccio del Mercantour.

## Storia
- Il vescovo "Raimondo I" (1064-1074) partecipa alle restituzioni di beni e decime usurpati alla Chiesa, segnatamente a Venanzone.
- Il 25 novembre 1064, Ugo Rostagni (Hugues Rostains), apparentato alla famiglia comitale di Glandèves, dona al monastero di Cimiez di Cimella di Nizza la quarta parte del castello di Venanzone. Il castello è scomparso al giorno d'oggi, ma si suppone ch'esso si trovasse sullo roccia occupata dal villaggio. L'esistenza di Venanzone è più antica perché delle rendite censitarie ed enfiteutiche erano già state previste sui beni del sito.
- Il cartolario del Capitolo della Cattedrale di Nizza conserva una charta del 15 maggio 1067 menzionante la donazione delle decime di "Venatione" (Venanzone) al monastero di Cimiez di Cimella da parte dei "Rostagno Reinardi" (Rostaing-Raynardi).
- Nel 1388, il barone di Boglio si mette sotto la protezione del Conte di Savoia per difendersi dalla famiglia d'Angiò, e si obbliga a rimettere alla Contea di Savoia i paesi della Contea di Nizza, fra cui Venanzone, come di fatto avverrà il 28 settembre con l'atto di dedizione del Contado di Nizza alla Casa Savoia.
- Il vescovo di Nizza, Luigi Badat di Glandèves, fonda nel settembre 1428 un Arcidiaconato in favore del suo gran Vicario, Michele di Bellaguardia (Michel de Bellegarde), comprendente le donazioni delle signorie di Venanzone e di San Martino Lantosca. Il suo successore, Antonio Salvagni (Antoine Salvanhi), protesterà per tale donazione presso il Cardinale legato d'Avignone nel 1455. Ma essa è stata confermata poiché i doni erano costituiti da beni patrimoniali della Casa di Glandèves.
- L'8 luglio 1496, dopo la morte di Carlo Giovanni Amedeo di Savoia, i deputati di Venanzone prestano giuramento al suo successore Filippo II di Savoia.
- Nel 1560, il Duca Emanuele Filiberto I di Savoia (1528-1580) deve intervenire per risolvere un conflitto tra le comunità di Venanzone e di San Martino Lantosca.
- Il 20 luglio 1564, un violento terremoto fa 38 morti ed 11 feriti a Venanzone.
- A partire dal 1700, la signoria dei "Thorame-Glandèves" è eretta a Contea a profitto della famiglia Alziari, ed il Contado passa in seguito ai Genesi, ai Laurenti, ai Trinchetti ed ai Belli.

Il comune di Venanzone è stato quindi parte integrante della storica Contea di Nizza fino al 1860, ed ha seguito perciò con essa, fin dal 1388, anno di dedizione di Nizza alla Savoia, le vicende storiche prima della Contea di Savoia e del Ducato di Savoia, e poi dopo il Congresso di Vienna, dal 1815 al 1860, le sorti del Regno di Sardegna, facendone parte per quasi mezzo secolo, per essere poi annesso nel 1860 alla Francia, dopo referendum nell'aprile del 1860, secondo le clausole del Trattato di Torino fra Vittorio Emanuele II, re di Sardegna e Piemonte e Napoleone III, imperatore dei Francesi, con cui era ceduto dal primo ministro Camillo Benso, conte di Cavour, il Contado di Nizza alla Francia, per il suo aiuto nella seconda guerra d'indipendenza e l'unità d'Italia.

## Monumenti e luoghi d'interesse
La cappella di San Sebastiano di Venanzone (Chapelle Saint-Sébastien de Venanson), detta cappella di Santa Chiara (Chapelle Sainte-Claire) del XV secolo è uno degli esempi più compiuti dell'arte nizzarda, intieramente coperta dagli affreschi di Giovanni Baleison, notevolmente compositi.
Il pittore ha datato la fine della realizzazione degli affreschi addì 26 luglio 1481: Anno Domini MCCCCLXXXI die 26 Julli. Han capellem fecit fieri communitas. Venansonii-ad honorem Dei Sanctissime. Virginis Mariae Matris eius et Sanctis … dominus Guilhelmus coni… tavit et ordi (navit) … Baleison … habit…
La cappella probabilmente è stata costruita all'entrata del villaggio di Venanzone per proteggerlo dalla peste del 1467.
Sul fondo della cappella, il Cristo in Croce tra la Madonna e san Giovanni Evangelista. Di sotto, tra San Grato, vescovo d'Aosta, e san Rocco, il martirio di san Sebastiano tra due arcieri che lo trafiggono di frecce.
Sotto la volta, Giovanni Baleison ha dipinto dodici scene del martirio di san Sebastiano all'epoca di Diocleziano. Nella parte inferiore, i santi ed i santi protettori ed il fregio delle virtù:
- Parte sinistra:
  - semi-volta banda superiore, vita di San Sebastiano:

- Sebastiano in ginocchio è fatto cavaliere dall'imperatore romano Diocleziano,
- Sebastiano visita e benedice i fratelli cristiani imprigionati Marco e Marcellino,
- le loro spose vengono a supplicarli d'abiurare per salvare le loro vite;
- - semi-volta banda inferiore, vita di San Sebastiano:

- Sebastiano che insegna ls sua Fede ad alcune donne inginocchiate, tra le quali si trova Zoe, sposa di "Nicotrasto",
- Sebastiano davanti a Diocleziano. L'imperatore romano gli domanda d'abiurare e Sebastiano gli risponde che adora il vero Dio,
- Diocleziano impone a Sebastiano d'adorare gli idoli. Egli li rovescerà.
- - parte inferiore del muro di sinistra:

- oggetti della vita quotidiana,
- affresco dei Santi protettori: Sant'Apollonia, Santa Barbara, San Biagio e San Lorenzo,
- affresco dei vizi, molto sbiaditi: l'orgoglio o superbia, l'avarizia, la lussuria, la collera od ira, la gola, l'invidia e la pigrizia od accidia.
- Parte destra, vita di San Sebastiano:
  - semi-volta banda superiore, vita di San Sebastiano:

- Sebastiano riporta a Diocleziano le frecce del suo supplizio e gli fa dei rimproveri,
- l'imperatore romano fa bastonare a morte Sebastiano,
- il corpo di Sebastiano è gettato in una fossa comune in presenza di Santa Lucina,
- - semi-volta banda inferiore, vita di San Sebastiano:

- Santa Lucina fa tirar fuori il corpo di san Sebastiano dalla fossa,
- ella lo fa inumare,
- Scene d'epidemia o di miracolo;
- - parte inferiore del muro di destra:

- affresco dei santi protettori della comunità: San Nicola, San Bernardo delle Alpi, San Mauro, Santa Caterina, Santa Margherita, Santa Clara
- La buona e la cattiva preghiera,
- Fregio delle virtù: l'umiltà, la castità, la carità, la fraternità, la temperanza, la pazienza, la veglia o vigilanza.

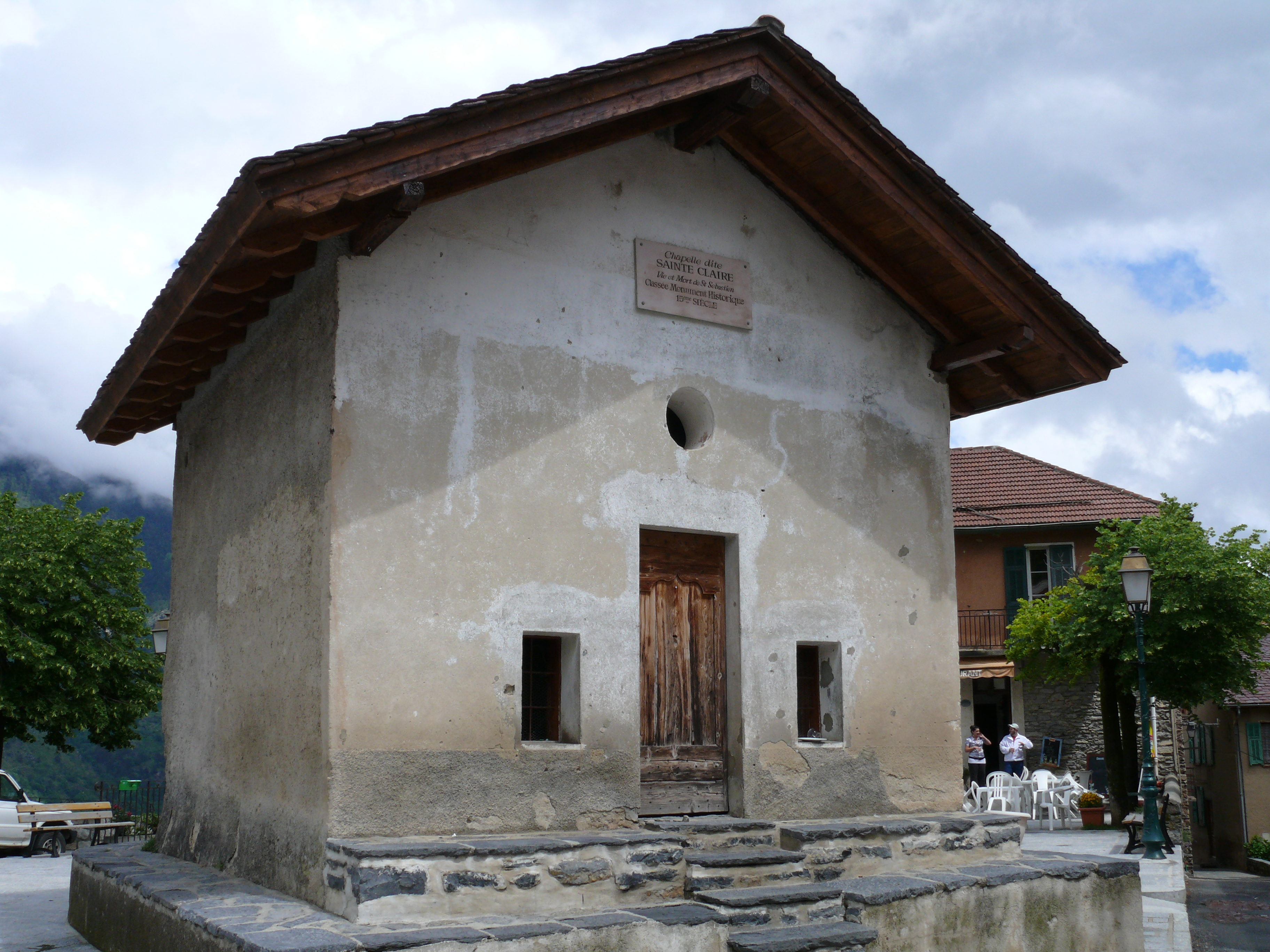
Cappella di Santa Chiara (Chapelle Sainte-Claire)
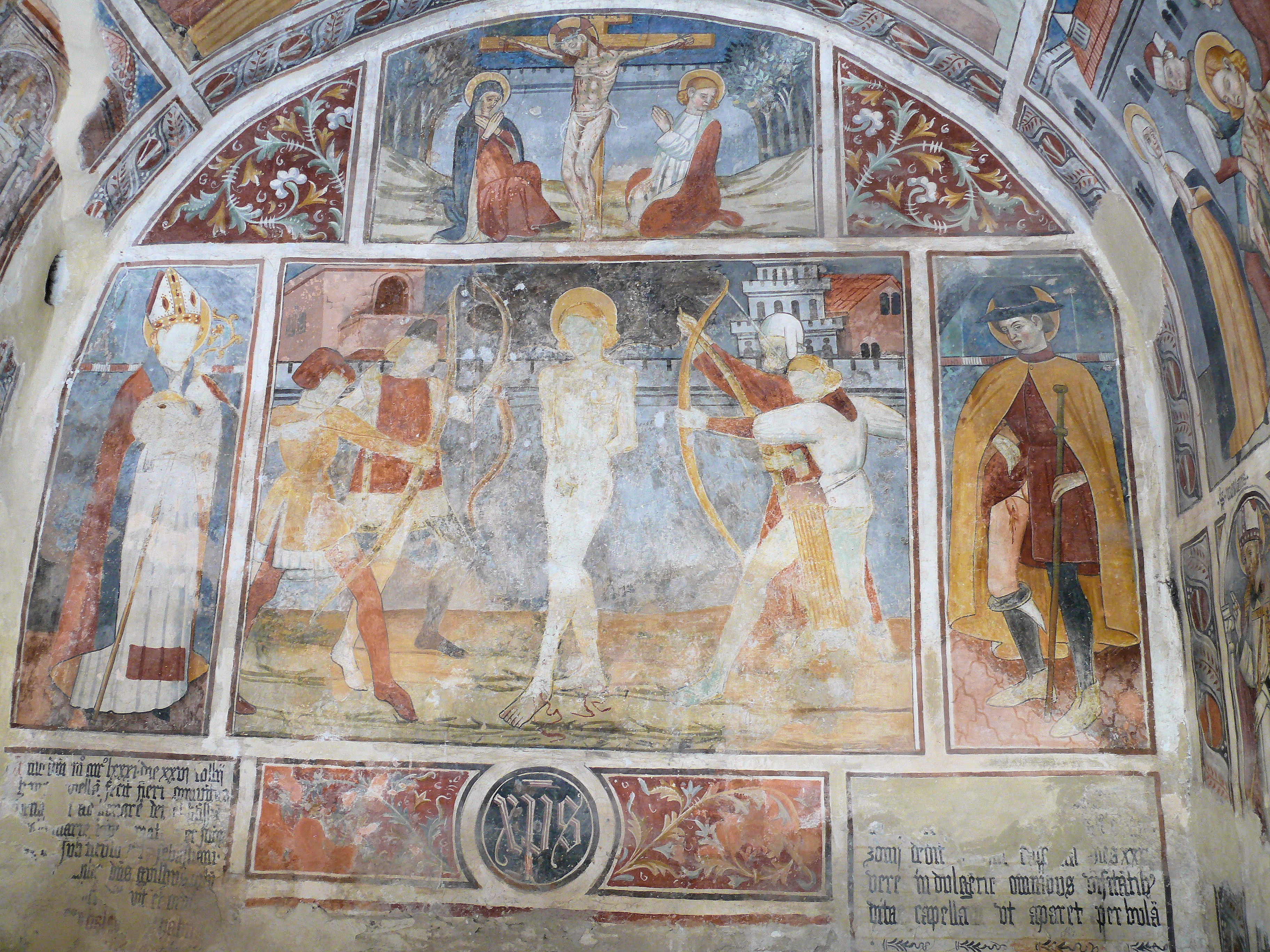
Il Supplizio di San Sebastiano
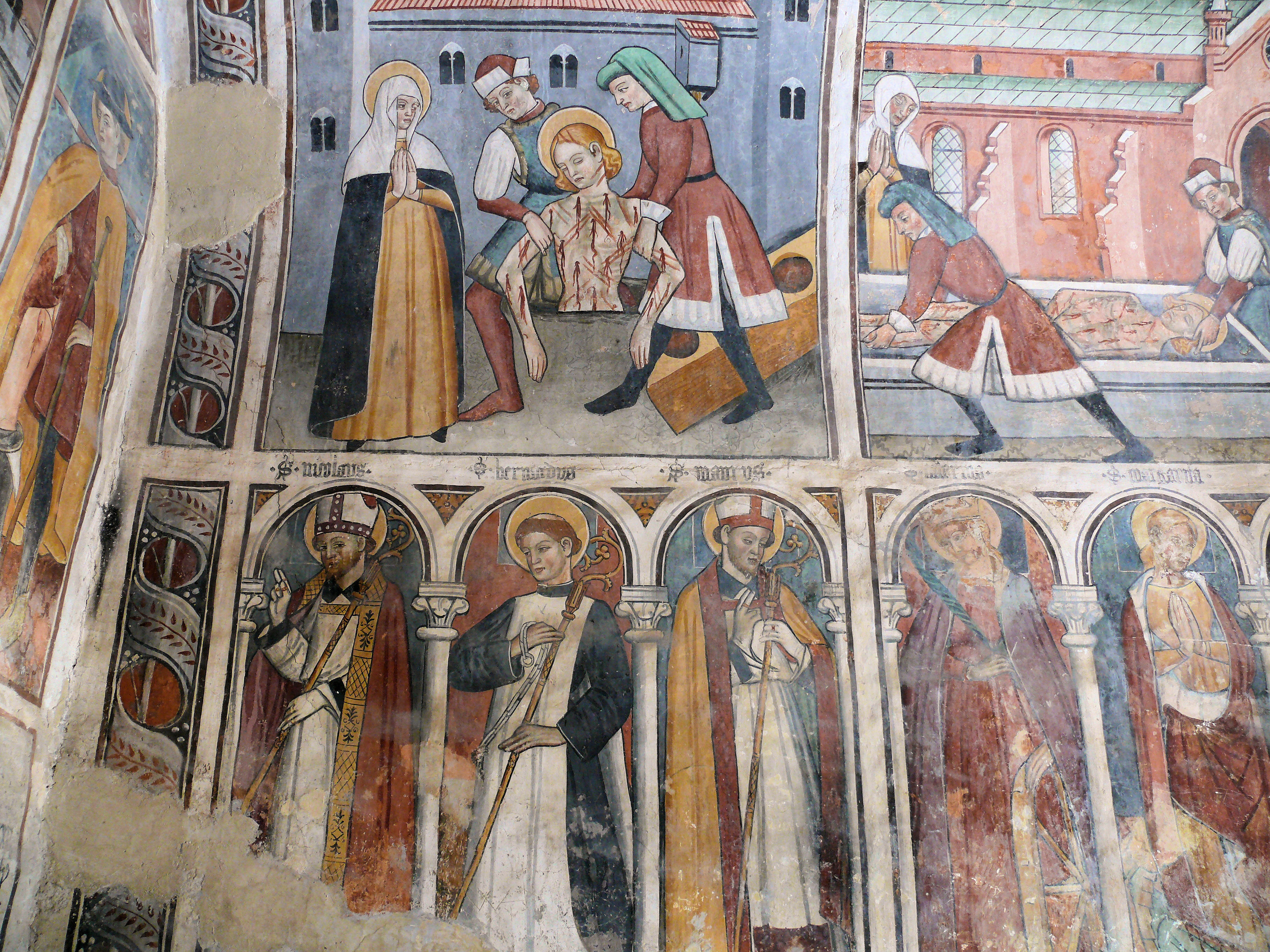
* Alcuni affreschi
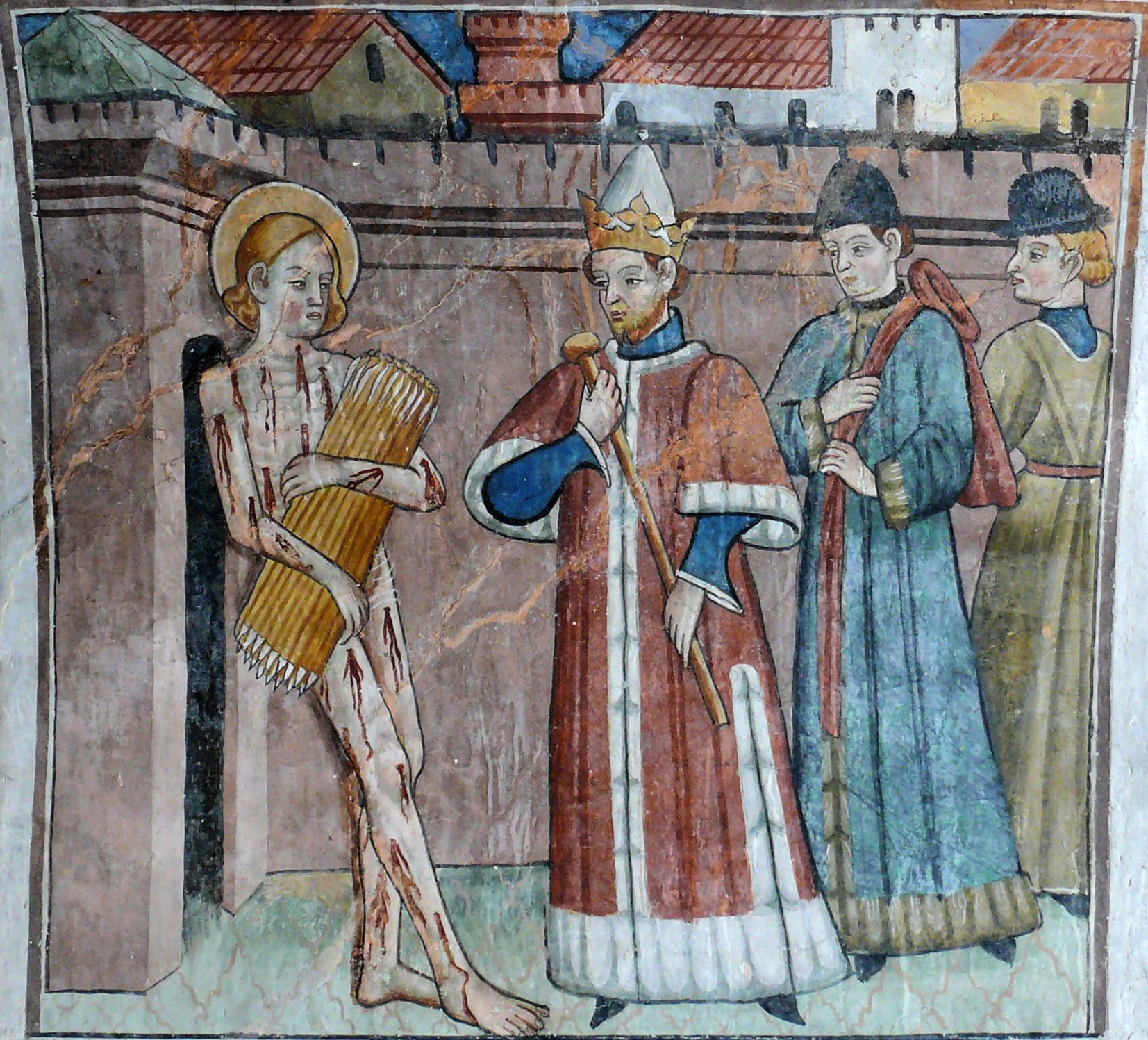
San Sebastiano riporta le frecce a Diocleziano e gli rimprovera la sua condotta

- A sinistra, San Rocco. "Santa Lucina" fa ritirare da una fossa il corpo di San Sebastiano, ed a destra, ella lo fa inumare. Di sotto, affresco dei Santi protettori.

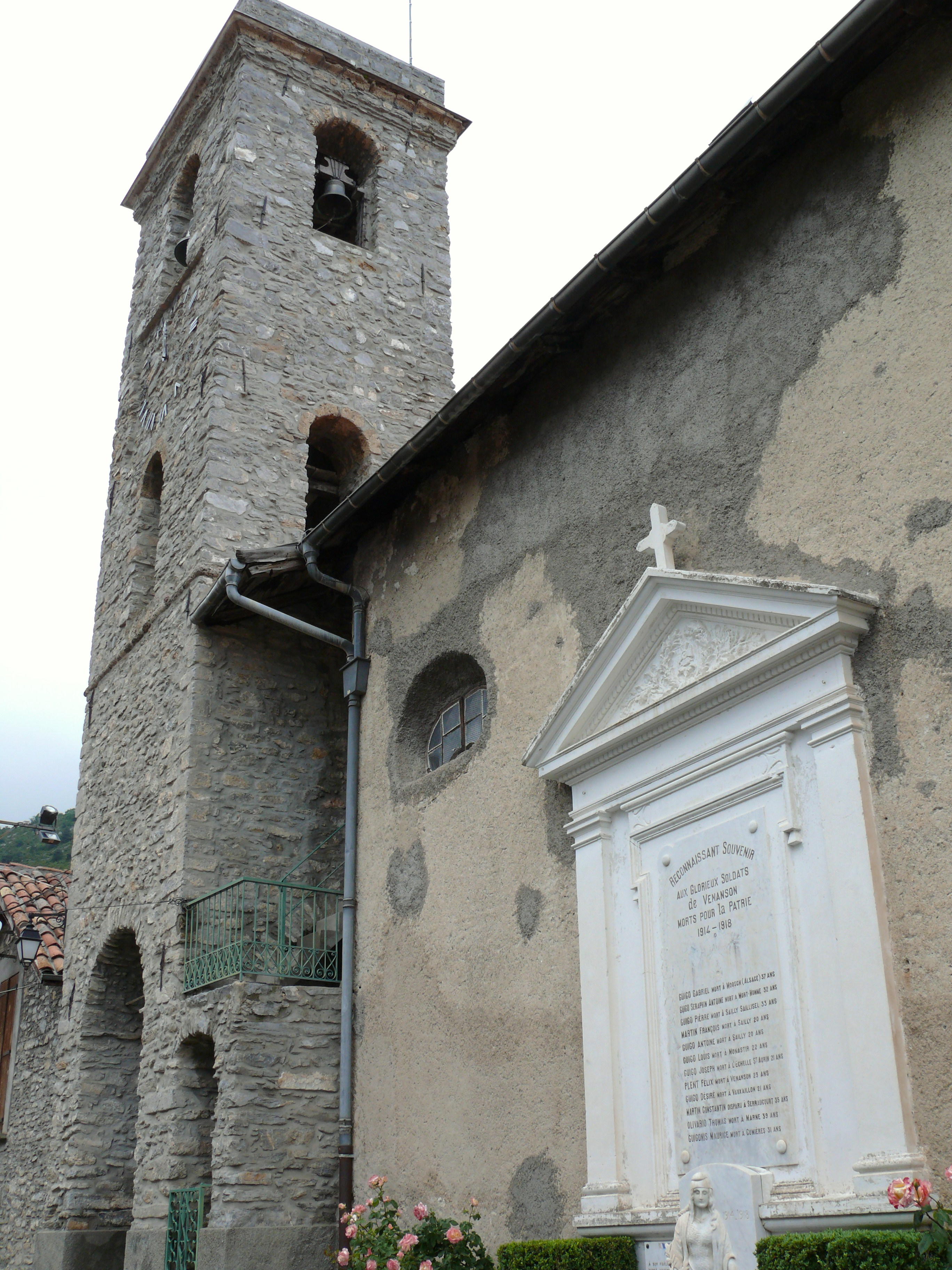
La chiesa di San Michele (église Saint-Michel)

La chiesa di San Michele (église Saint-Michel) datante dal XVII secolo, che non ha facciata e possiede una torre campanaria che serve da portico d'ingresso alla chiesa. Essa possiede un quadro del 1645 rappresentante il donatore Claudio Ghigoni (Claude Guigonis), proprietario e notaio del villaggio che ha fatto ricostruire la chiesa.
La cappella dei Penitenti Bianchi (chapelle des Pénitents Blancs), posta sul lato della chiesa di San Michele.
La cappella di San Rocco (Chapelle Saint-Roch), situata ad un chilometro dal villaggio, ad ovest, dove sono conservati degli affreschi che raccontano la vita del santo protettore del paese contro la peste, i quali sono stati dipinti da Paul Macario nel 1987.

## Cultura

### Cinema
Il film Il caso del dottor Laurent (Le Cas du docteur Laurent), con Jean Gabin nel ruolo d'un medico parigino che introduce i metodi del parto senza dolore (accouchement sans douleur) nell'entroterra montanaro, è stato girato a Venanson (Venanzone).

## Società

### Evoluzione demografica
Abitanti censiti

## Galleria d'immagini

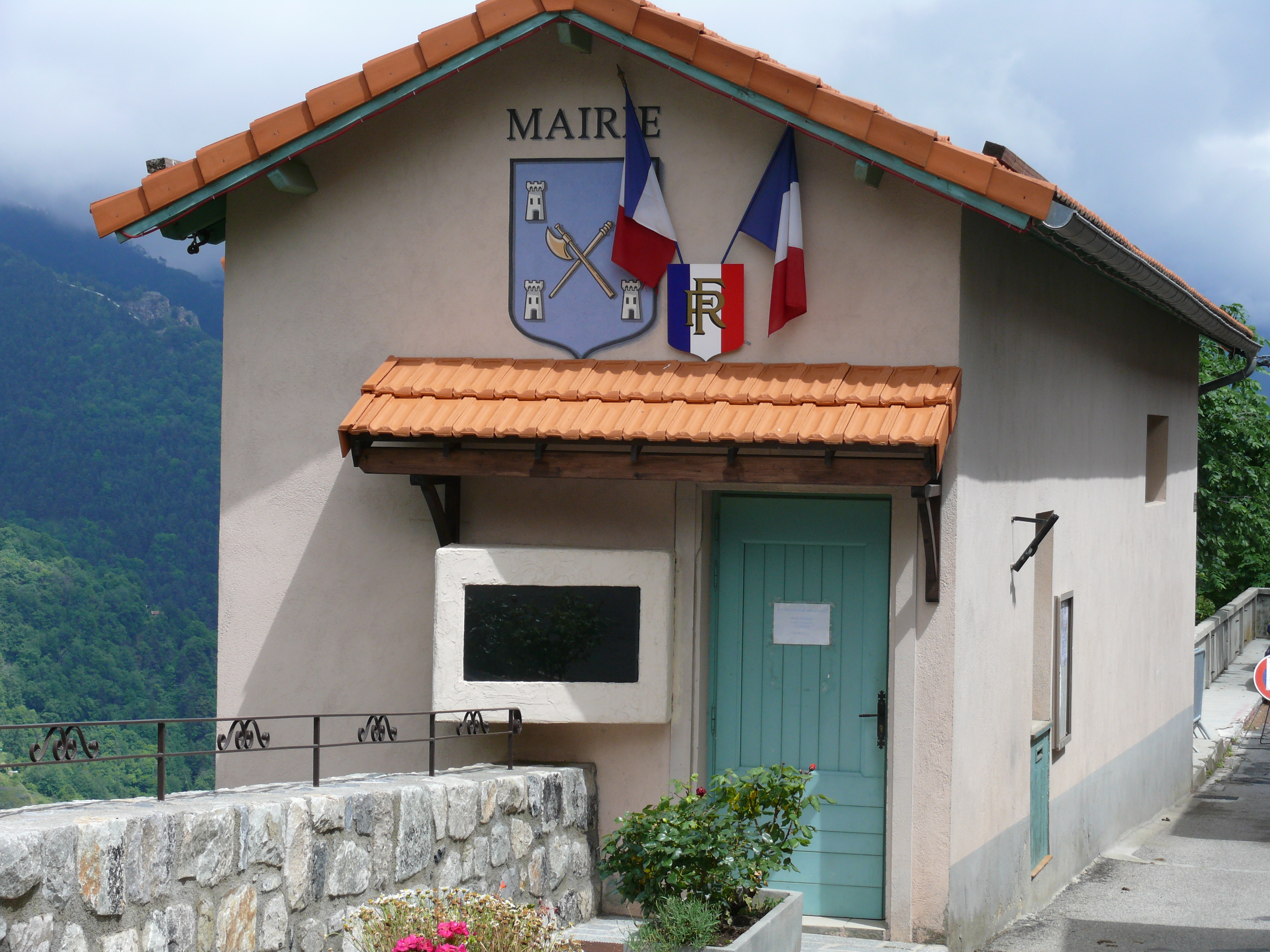
Il Municipio di Venanson
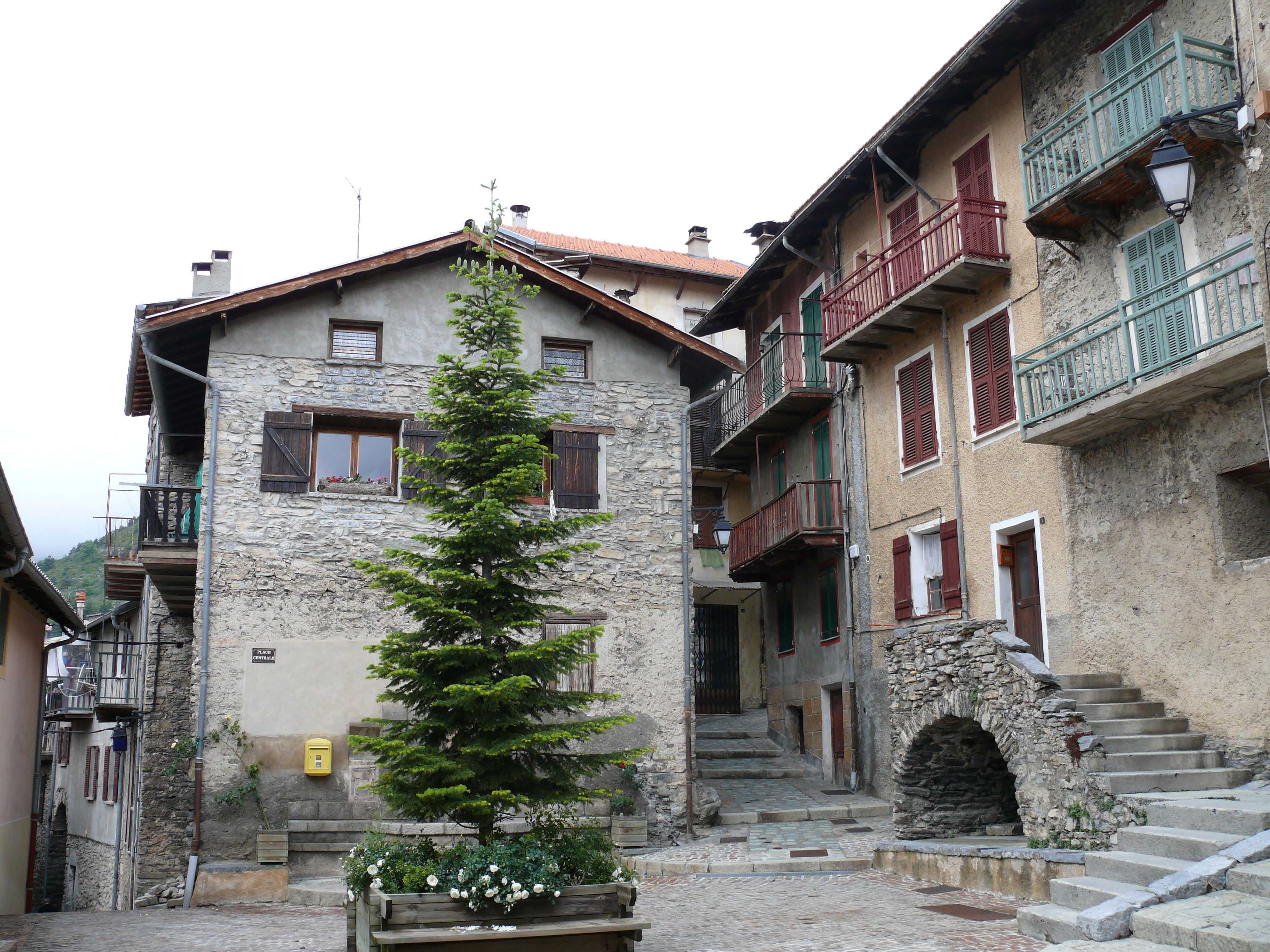
La Piazza centrale del piccolo paese